# Retikuloendotelióza

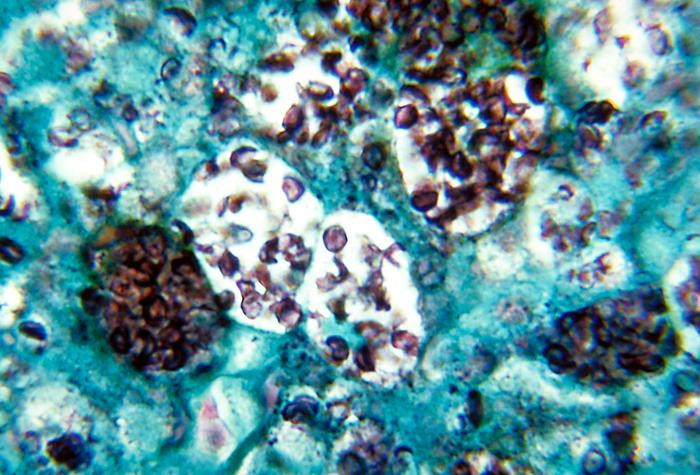
Histoplasmosis capsulatum

Retikuloendoteliózy představují skupinu zatím nedostatečně epizootologicky i symptomatologicky definovaných patologických syndromů u domácí drůbeže, vyvolávaných retikuloendoteliózními viry (REV) z čeledi Retroviridae. Biologickými vlastnostmi se liší od ptačích leukózních virů i viru lymfoproliferativní nemoci krůt. Způsobují různé chorobné syndromy u drůbeže a pernaté zvěře, včetně subklinických infekcí.
Jejich hospodářský význam není zcela jasný, ale vzhledem k imunosupresivním vlastnostem virů této skupiny může být značný. REV mají význam zejména pro srovnávací onkologické studium a pro diferenciální diagnostiku nádorových onemocnění u drůbeže.

## Příčiny nemoci (etiologie)
Hlavním představitelem skupiny REV je T-virus izolovaný v roce 1958 u krůt s leukózními změnami. Virus je replikačně defektní a onkogenní (obsahuje transformační gen, v-rel , který je pravděpodobně odvozen od buněčného onkogenu c-rel). Onkogenicitu si udržuje pouze opakovaným pasážováním v kuřatech nebo v hematopoetických buňkách. Replikuje se jen za přítomnosti jiného kompletního neonkogenního REV, který slouží jako helper viru. Ostatní členové skupiny REV (kuřecí syncytiální virus, virus infekční anémie kachen, virus nekrózy sleziny kachen a další izoláty, blíže zatím nedefinované) jsou sérologicky příbuzní s T-virem, ale jsou replikačně nedefektní a nemají schopnost transformovat buňky (jsou neonkogenní). Stabilita virů ve vnějším prostředí je poměrně malá.

## Vznik a průběh nemoci (epizootologie)
Retikuloendoteliózní viry se přenášejí vertikálně nebo horizontálně. Drůbež infikovaná vertikálně nebo během líhnutí se stává imunologicky tolerantní a dlouhodobě vylučuje virus trusem a nosnice i vejcem. Imunotolerantní krocani přenášejí virus semenem na krůty při pojímání a z násadových vajec se líhnou již infikovaná krůťata. Horizontální přenos (kontakt s infikovanými jedinci nebo kontaminovaným prostředím) je méně častý a pouze u krůt může vyústit v klinické onemocnění; u ostatních druhů probíhá subklinicky. U kontaktem infikované drůbeže vzniká krátkodobá virémie (včetně vylučování viru trusem) s následnou tvorbou protilátek. Protilátky se objevují v séru za 16-21 dnů po infekci a v průměru přetrvávají 6-10 týdnů. Kontaktem infikované nosnice nepřenášejí vertikálně virus na potomstvo. Dalším možným způsobem šíření nákazy je přenos kontaminovanými vakcínami.

## Projevy nemoci (symptomatologie)
Ačkoliv sérologická vyšetření prokazují značné rozšíření REV v populaci drůbeže (subklinické infekce), klinicky se manifestující retikuloendoteliózy jsou vzácné. Rozlišují se 3 klinicko-patologické formy RE – v přirozených podmínkách ojediněle se vyskytující chronické neoplazie lymfatických a jiných tkání a syndrom zakrslosti (způsobované kompletními a neonkogenními REV) a pouze v laboratorních podmínkách reprodukovatelná akutní neoplazie retikulárních buněk (způsobovaná T-virem).
- Akutní neoplasie retikulárních buněk je vyvolávána onkogenním T-virem pouze u experimentálně infikovaných kuřat, krůťat a křepelek. Inkubační doba je 3 dny. Klinické příznaky jsou málo vyvinuté, protože během 6-21 dnů po infekci uhyne až 100 % infikovaných zvířat. Pitevně se zjišťují lokálně nebo difuzně změněná játra, slezina, pankreas, gonády, srdce a ledviny. Mikroskopicky se pozoruje infiltrace postižených tkání proliferujícími velkými mononukleárními buňkami RES. Přirozený výskyt tohoto syndromu zatím nebyl pozorován.
- Syndrom zakrslosti. Infekce neonkogenními kompletními REV se projevuje poměrně rozsáhlou škálou klinicko-patologických symptomů u kuřat a kachen, souhrnně označovaných jako syndrom zakrslosti. V postižených hejnech se pozoruje růstová nevyrovnanost, atrofie thymu a Fabriciovy burzy, zvětšení periferních nervů, abnormální vývoj peří (v Japonsku označovaných jako "nakanuke"), proventrikulitida, enteritida, anémie, nekróza jater a sleziny a suprese humorální i buněčné imunity, což se projevuje zejména nedostatečnou postvakcinační imunitou proti Nescastleské nemoci a interferencí s vakcínami HVT proti Markově nemoci. Uvedené příznaky i nálezy se mohou vyskytovat samostatně nebo v rozličných kombinacích.
- Chronické neoplasie lymfatických a jiných tkání se vyskytují vzácně u krůt a kura domácího a probíhají buď s krátkou (2-10 týdnů) nebo častěji s dlouhou inkubační dobou (17-43 týdnů). Projevují se přítomností lymfoidních nádorů ve viscerálních orgánů, makroskopicky neodlišitelných od lymfoidní leukózy nebo Markovy nemoci.

## Diagnostika
Diagnostika retikuloendotelióz vyžaduje nejen přítomnost makro- a mikroskopických změn, ale také průkaz viru nebo protilátek. K izolaci se používají kuřecí embrya nebo buněčné kultury. Přítomnost viru se projevuje úhynem embryí a tvorbou uzlíků (poxů, poků) na chorioalantoidní membráně a v buněčných kulturách cytopaticým efektem (CPE). Virové antigeny se prokazují sérologicky neutralizací, imunofluorescencí, imunodifuzí, ELISA testem a dalšími speciálními testy.

## Terapie a prevence
Terapie retikuloendotelióz (RE) není známa. Vzhledem k určité podobnosti s epizootologií lymfoidní leukózy lze v případech ekonomicky závažného výskytu RE použít preventivních programů pro aviární leukózu. Velmi důležitá je kontrola nepřítomnosti REV u používaných vakcín.
V současné době zatím není známa specifická imunoprofylaxe. Ochrana chovů se provádí vyřazováním infikovaných chovných nosnic a opatřeními zabraňujícími zavlečení infekce do chovu.